# Háromszülős megtermékenyítés
A háromszülős gyermeknemzés, háromszülős megtermékenyítés vagy mitokondrium-adományozás a mesterséges megtermékenyítés olyan, citoplazma-átvitellel járó formája, melynél a magzat mitokondriális DNS-e egy harmadik féltől származik.  A művelet célja a mitokondriális betegségek, köztük a diabetes és süketség szindróma, egyes szív-, illetve májbetegségek megelőzése. A háromszülős megtermékenyítés bioetikailag vitatott módszer; jelenleg egyedül az Egyesült Királyságban általánosan engedélyezett módszer (2015 februárjától).

## Alana Saarinen esete
Alana Saarinen (2000–) az egyik első amerikai lány, aki citoplazmatranszfert magába foglaló megtermékenyítési eljárás során fogant, és három biológiai szülőtől származó DNS-sel rendelkezik. Sharon és Paul Saarinen, valamint egy harmadik donor lánya. (Nem ő az első, citoplazmatranszferrel fogant csecsemő: az a Pennsylvania állambeli Emma Ott volt 1997-ben.)
Saarinen fogantatása előtt szülei már négyszer próbálkoztak sikertelenül különböző mesterséges megtermékenyítési módszerekkel. Az ötödik próbálkozást, melynél a citoplazmatranszfert alkalmazták, siker koronázta. A kezelés során a harmadik donor egészséges mitokondriumokat tartalmazó citoplazmáját átvitték Sharon Saarinen hibás mitokondriumokat hordozó petesejtjébe, amit ezután Paul Saarinen spermájával termékenyítettek meg. Arányaiban tekintve Saarinen genetikai állományának mintegy 99 százaléka a szüleitől, a maradék egy százalék a harmadik donortól származik.
Édesanyja szerint Saarinen egészséges, és a tinédzserek megszokott életét éli (golfozik, zongorázik, zenét hallgat, a barátaival lóg). Saarinen sikertörténetének ellenére az amerikai Élelmiszer- és Gyógyszerfelügyeleti Hatóság (FDA) 2001-ben betiltotta a citoplazma-átvitelt, biztonsági és etikai aggályok miatt. Az Egyesült Királyságban több kutatócsoport próbál elfogadtatni a hatóságokkal egy hasonló, mitokondriális cserének hívott technikát.

## Hozzáférhetőség
A még kutatási fázisban lévő háromszülős megtermékenyítés jelenleg nincs „hatékony és biztonságos” folyamatként jóvá hagyva az Egyesült Államokban. Kínában betiltották, miután egy nő megpróbálta végrehajtatni magán a folyamatot. Az USA-ban mindenesetre kutatások folynak az eljárással kapcsolatban. Az Egyesült Királyság volt az első ország, ahol jóvá hagyták; miután 2015 februárjában a parlament mindkét háza engedélyezte, 2015 októberétől törvényileg elfogadott beavatkozásnak minősül.

## Technikája
A háromszülős megtermékenyítés, Three Parent In Vitro Fertilization (TPIVF), során egy petesejt sejtmagját átültetik egy másik petesejtbe, aminek a sejtmagját előzőleg eltávolították, de mitokondriális DNS-t tartalmaz. Ezek után a hibrid petesejtet egy ondósejttel megtermékenyítik. Az eljárás célja, hogy a hibás mitokondriumú sejt helyett az egészséges mitokondriumú donorsejtben menjen végbe a megtermékenyítés, mely után a sejtmag az eredeti két szülőtől származó genetikai állományt fog tartalmazni. A TPIVF-nek több módszere is létezik. A két fő megoldás a pronukleáris átvitel és az orsóátvitel. Az orsóátvitel során kromoszómák (osztódási) orsóját viszik át az anya petesejtjéből a donoréba, míg a pronukleáris átvitel a fejezet elején leírt módszer.
Bár a donorpetesejt csak mintegy 0,1%-ban járul hozzá a magzat genetikai állományához, vizsgálatok során mégiscsak három szülőt lehet azonosítani. Ennek az az oka, hogy a petesejtdonor általában nem az anya rokonságából származik. Akkor lenne csak két azonosítható szülő, ha a donorpetesejt az anya rokonától származna (mivel a mitokondriális DNS anyaágon öröklődik; így a véletlen mutációktól eltekintve az anyaági rokonok azonos mitokondriális DNS-t hordoznak). Anyaági petesejtdonort épp ezért nem szoktak alkalmazni, hiszen ha az anya petesejtje mitokondriális betegséget hordoz, akkor nagy valószínűséggel az anyaági rokonoknál is jelentkezik a betegség.

## Etikai kérdések
A két említett technika ígéretessége ellenére a mitokondriális géncsere erkölcsi és társadalmi kérdéseket is felvet.
A Center for Genetics and Society ügyvezető igazgatója, Darnovsky szerint a háromszülős megtermékenyítés technikája a csíravonal megváltoztatását is magába foglalja, tehát a módosítások továbböröklődnek a következő generációkra. Az embriók in vitro kutatásra való felhasználása pedig azért kétséges, mert így emberi embriókat hoznak létre a petesejtdonorok anyagi kompenzálásával specifikusan kutatási célokra.
További pszichológiai-érzelmi problémát jelenthet a gyerek későbbi identitástudatának szempontjából, hogy szembe kell nézniük azzal, hogy bizonyos szempontból különböznek a többi, két szülőtől származó gyerektől. A DNS-csere műveletének biztonságos és hatékony volta sem teljesen eldöntött tény még.
Az eljárás ellenzői azzal érveznek, hogy a tudósok „Istent játszanak” és a háromszülős gyermekek pszichológiai és fiziológiai értelemben is sérültek lesznek. A kritikusok közé tartozik a nagy-britanniai Human Fertilisation and Embryology Authority részéről Alison Cook, aki szerint a korlátozások „az embrió és a gyermek jólétét szolgálják”.
Más részről James Grifo, a New York University kutatója, az amerikai korlátozást kritizálja, mivel a társadalom „sosem lépett volna előre annyit a terméketlenség kezelésében, ha ezeket a korlátozásokat 10 évvel ezelőtt léptették volna életbe”.

## Fordítás
- Ez a szócikk részben vagy egészben a Mitochondrial donation című angol Wikipédia-szócikk ezen változatának fordításán alapul.  Az eredeti cikk szerkesztőit annak laptörténete sorolja fel. Ez a jelzés csupán a megfogalmazás eredetét és a szerzői jogokat jelzi, nem szolgál a cikkben szereplő információk forrásmegjelöléseként.